# Cingle

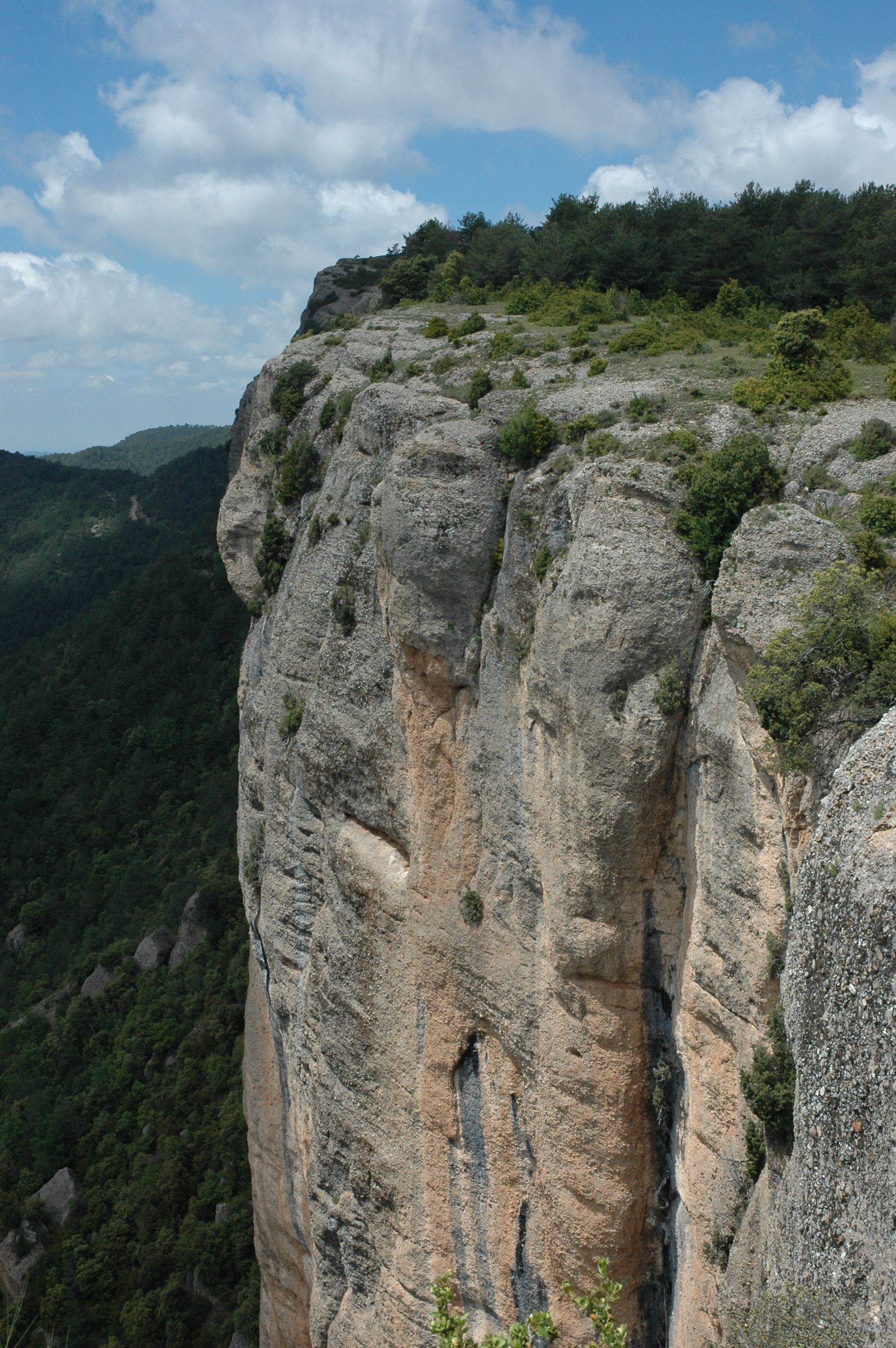
El cingle de la Creu, a la serra de Busa (Solsonès, Catalunya

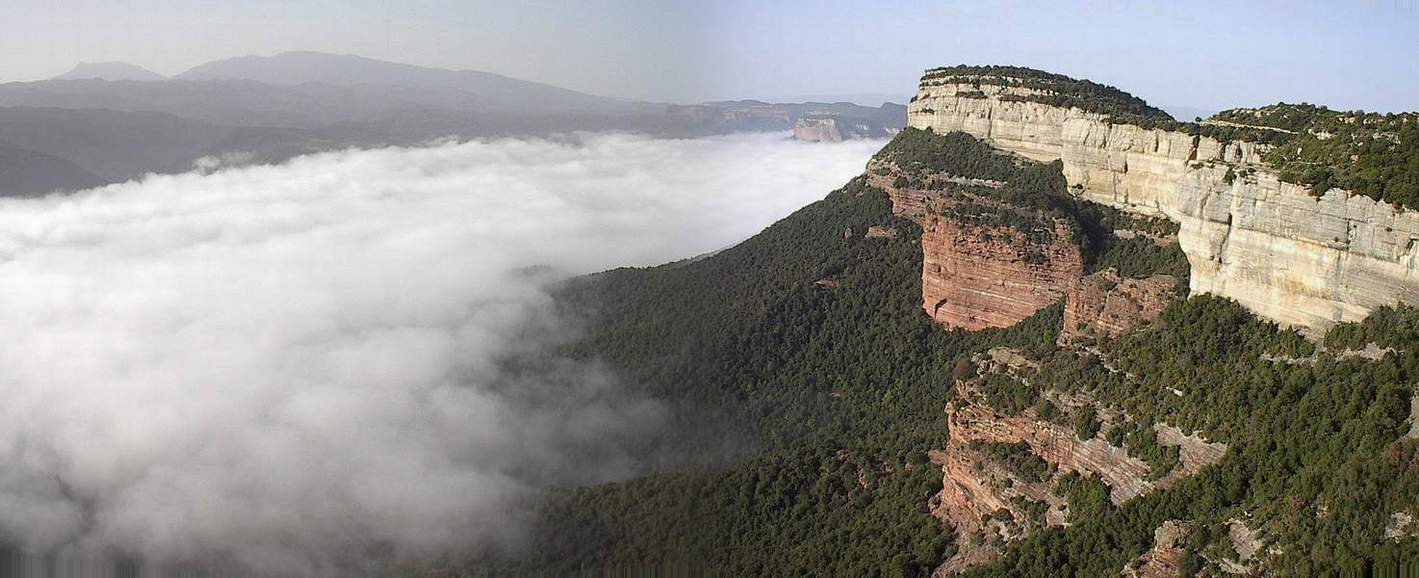
Boira als Cingles de Tavertet, Tavertet (Osona, Catalunya).

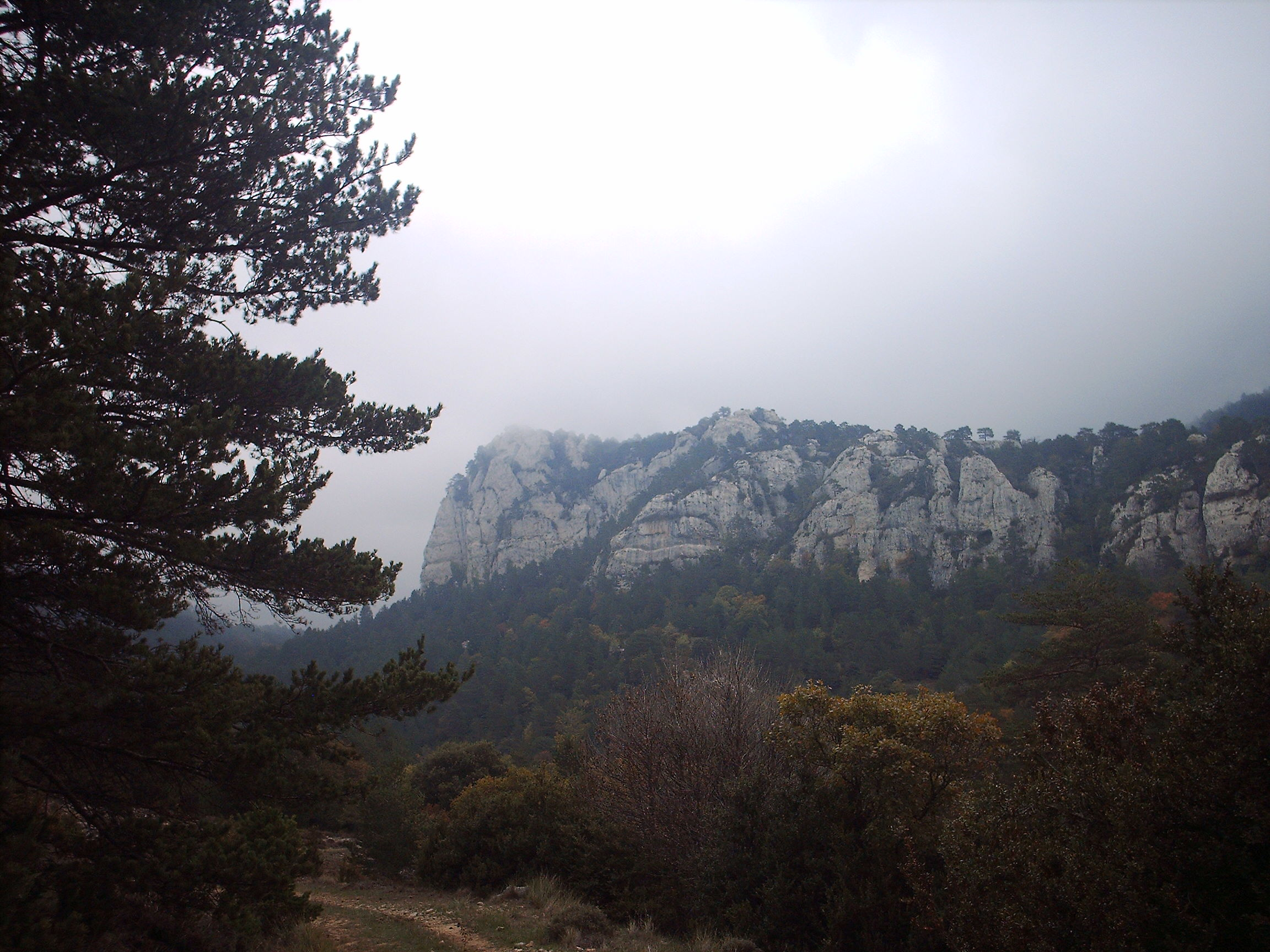
Cingles calcaris als Ports de Tortosa-Beseit.

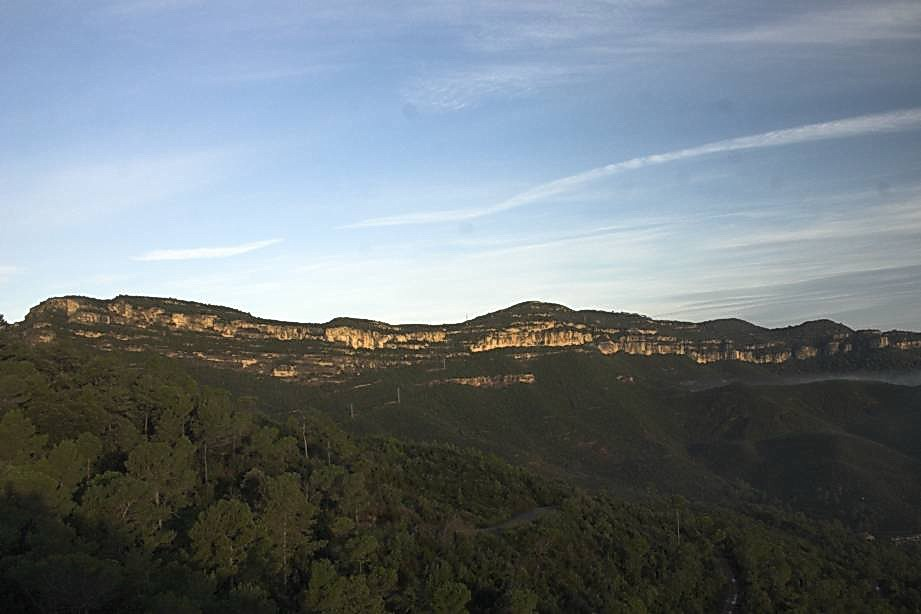
Els cingles de Bertí vistos des de Puiggraciós (Vallès Oriental, Catalunya).

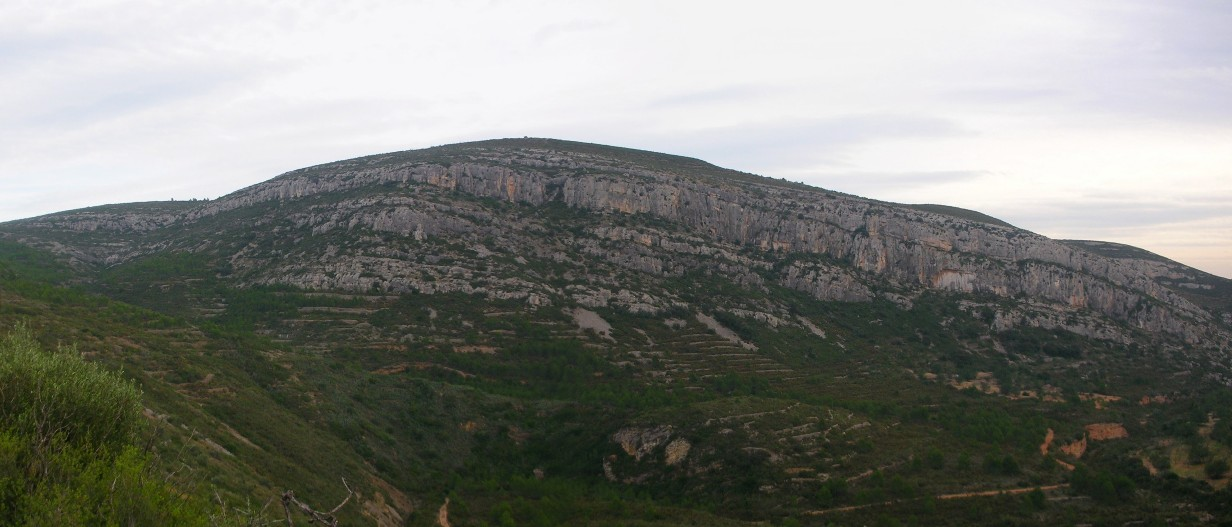
Cingles a les Talaies d'Alcalà (Baix Maestrat, País Valencià)

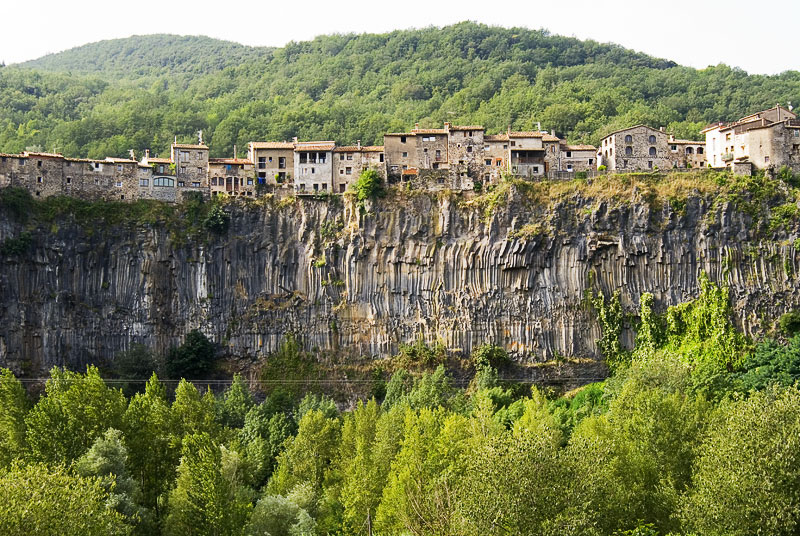
Cinglera de Castellfollit amb els edificis situats damunt del cingle (La Garrotxa, Catalunya).

Un cingle (o timba, tallat), és un precipici de caiguda vertical o de fort pendent format per roques, generalment cantelludes, resistents a l'erosió i que a la part superior presenten una extensió de terreny més o menys pla.
La formació d'un cingle pot ser causada per una falla tectònica de les roques de la muntanya o de l'àrea, per un procés de diagènesi o també per processos de dilatació tèrmica de la zona.

## Variants

### Cinglera
Quan es presenten en renglera estenent-se al llarg d'una llargada més o menys considerable, poden rebre el nom de «cinglera». Un «tallat», a més del sentit de cingle o cinglera, és una porció de terreny espadada, abrupta, bruscament interrompuda o separada de l'altra.
Una «serra acinglerada» és una serra que forma cingleres o que és plena de cingles. Al «cingle», també se'l pot anomenar «balç», i a la cinglera «balcera»

### Escarpament
Un escarpament és un vessant de roca que travessa el terreny abruptament. El pendent és més gran a 45°, encara que només sigui una part del vessant, De vegades, adopta la forma d'una cornisa, que corona un vessant en una extensió més o menys llarga, encara que conservant una altitud sensiblement constant. Diversos escarpaments amb forma de cornisa poden sobreposar paral·lelament separades pel pendent menys abrupta dels dipòsits de rebles.
Un escarpament, de mode general, és un accident geogràfic que interromp la continuïtat d'un paisatge. Això no obstant, el concepte específic fa referència als escarpaments de falla, que corresponen als salts o pendents visibles a les fractures recents de l'escorça terrestre. És una forma de relleu inicial, solament present en les primeres etapes del procés erosiu que segueixen al moviment cortical, perquè desapareix quan l'erosió deixa marca en ell, o es converteix en una nova forma d'escarpament, el de la línia de falla. En aquest tipus d'escarpament es donen les transformacions més interessants des del punt de vista geològic. S'originen quan els materials que formen els llavis de la falla són diversos, i un dels llavis és menys resistent a l'erosió que l'altre. Això dona lloc a nous tipus d'escarpament, com són les línies de falla

## Exemples
- Cinglo Alt, Pallars Jussà, Gavet de la Conca
- Cingles de l'Avenc, Osona, Tavertet
- Cingles dels Banyadors, Berguedà, Guardiola de Berguedà
- Cingles de Bertí, Vallès Oriental
- Cingles de la Bola, Berguedà, Saldes
- Els cingles de la Serra de Busa, Solsonès
- Cingles de Cal Custodi, Solsonès, la Coma i la Pedra
- Cingles de Can Picola, Ripollès, Ogassa
- Cingles de Carandella, Solsonès
- Cingle de les Casesvelles, Anoia
- Cingles del Cerdà, Osona, St. Martí de Centelles
- Els Cingles, Alt Urgell, el Pont de Bar
- Cinglera de Castellfollit, a la Garrotxa
- Cingles de Conangle, Berguedà
- Cingles de les Corbateres, Ripollès, Molló
- Cingles de Costafreda, Berguedà, Saldes
- Cingles de les Costasses, Alt Urgell
- Cingle de la Creu, Solsonès
- Cinglo de Currolda, Pallars Jussà, Gavet de la Conca
- Cinglo de Desferrador, Pallars Jussà, Gavet de la Conca
- Cingles d'Espinau, Alt Empordà, Albanyà
- Cingle de Fosser, Pallars Jussà, la Torre de Cabdella
- Cingles de Gitarriu, Garrotxa, Montagut i Oix
- Cingles de Gresolet, Berguedà
- Cingles de Malanyeu, Berguedà
- Cingles de la Manllada, Garrotxa, Montagut i Oix
- Cingles de Montbrú, Moianès
- Cingles de la Morrera, a la Serra de la Morrera, la Noguera
- Cingles d'en Parada, Alt Empordà
- Cingle de les Peronyes, Pallars Jussà, Sant Esteve de la Sarga
- Cingles del Reu, Berguedà
- Cingles de Sant Eloi, Ripollès, Ribes de Freser
- Cingles de Sant Roc, Gironès, Amer
- Cingles de Sant Salvador, Berguedà
- Cinglera de Sòria, Solsonès
- Cingles de Taravil, Solsonès
- Cingles de Tavertet, Osona
- Cingles de la Torre, Berguedà, Gisclareny
- Cingles de Tubau, Berguedà, Sant Jaume de Frontanyà
- Cingles del Valentí, Pallars Jussà, Llimiana
- Cingles de Vallcebre, Berguedà
- Cingles de Vilanova, Osona, Vilanova de Sau[1]
- Cingles de Vila-rasa, Moianès
- Tuc des Cingles (2 570 m), Vall d'Aran[2]